# Sesso nella Bibbia
L'Antico Testamento, pur non affrontando la sessualità come questione morale astratta, la inquadra principalmente all'interno del contesto della riproduzione e della continuità familiare. La procreazione, infatti, era considerata un dono divino e un dovere verso Dio, in quanto permetteva di perpetuare il nome e il lignaggio, rafforzando così il legame tra le generazioni e il popolo eletto. Norman Lamm, nel suo studio sull'Ebraismo biblico-talmudico, evidenzia come il matrimonio e la procreazione fossero fortemente valorizzati, in quanto considerati essenziali per la realizzazione personale e per la continuità del popolo ebraico. Tuttavia, la letteratura rabbinica presenta anche casi di celibato, seppur in numero limitato e spesso associati a particolari circostanze. Secondo quanto scritto da Tommaso d'Aquino nella Summa Theologiae, in quanto mezzo della riproduzione il sesso è considerato cosa fondamentalmente buona, come «dono buono» della creazione, e non come cosa in sé peccaminosa, anche se -come ogni elemento umano- esso può essere deturpato e svilito dall'uomo. Secondo quanto scritto da Giovanni Filoramo la Bibbia stabilisce quali sono le azioni che possono essere considerate perverse o non conformi ai principi religiosi: la bestialità (Es. 22,19), la sodomia (Gen. 13,13, cfr. 19,1-11 1 Cor. 6,9), la prostituzione (Deut. 23,17 1 Cor. 6,15-20). 
Come elemento umano (e non divino come nella religiosità cananea e greca, facendolo oggetto di miti e riti) il sesso è parte integrante della vita e della vocazione dell'uomo; il Cantico dei cantici, secondo gli studiosi contemporanei Claudia Camp, Phyllis Trible, Roland Murphy, Ellen Davis per esempio, non contiene solo l'affermazione della bontà terrena del rapporto sessuale, ma anche l'esaltazione della bellezza del corpo e dell'erotismo. In quanto espressione dell'amore nuziale, la sessualità è assunta dai profeti a simbolo dell'alleanza (il Libro di Osea ne è di esemplare figura), diviene cioè la via privilegiata mediante la quale si esprime tutta la ricchezza dei rapporti esistenti tra Dio e l'umanità. La predicazione di Paolo contesta perciò l'opinione secondo la quale la vita sessuale sarebbe al di fuori della vita spirituale (1 Cor. 6,13). Del fatto che il rapporto sessuale sia parte integrante della vocazione dell'uomo è simbolo l'uso del verbo "conoscere" applicato non solo alla più alta realizzazione della comunione col Signore (Giov. 8:28,32; 1 Cor. 13,13-12), ma anche alla sfera dei rapporti sessuali (Gen. 4:1,17,25; 1 Sam. 1,19; 1 Re 1,4; Mat. 1,25). Ovviamente, nonostante il simbolismo, la Bibbia non esclude l'esigenza di una riflessione etica, che è tuttavia profondamente segnata dall'influenza dei vari contesti culturali. Di qui tutto il sistema rituale del «puro» e dell'«impuro». Quindi la sessualità compare frequentemente sia nell'Antico che nel Nuovo Testamento, con diverse leggi che lo regolano.

## Il Levitico
Il Levitico 18,6-23 elenca diverse proibizioni riguardanti il sesso secondo la legge biblica.

### Jacob Milgrom e la purezza rituale
Jacob Milgrom è un eminente studioso, noto per il suo commentario in tre volumi sul Libro del Levitico Leviticus: A Continental Commentary. Questo testo include un'analisi dettagliata delle disposizioni riguardanti il sesso. Nella sua opera, un concetto molto importante è quello della purezza rituale. Essa è un concetto centrale nelle pratiche religiose di molte culture antiche, inclusa quella israelitica biblica. Si riferisce allo stato di conformità alle regole stabilite che permettono a una persona di partecipare a determinati riti o cerimonie religiose, in particolare nel contesto del culto nel Tempio. La purezza rituale non riguarda la pulizia fisica, uno stato di idoneità spirituale e sociale, necessaria per entrare in contatto con il sacro.
Milgrom ha sottolineato che le leggi bibliche riguardanti il sesso, specialmente nel Levitico (ad esempio Levitico 18 e 20), non riguardano semplicemente la morale, ma anche la purezza rituale. Secondo la sua analisi, molte delle proibizioni sessuali hanno lo scopo di mantenere la purezza rituale del popolo d'Israele, in quanto la purezza è strettamente collegata all'accesso alla presenza di Dio.

## Stupro
Uno dei passaggi biblici più controversi è relativo allo stupro della concubina del levita. Si tratta di un episodio narrato nel libro dei Giudici (Giudici 19-21) della Bibbia. La storia inizia con un levita che si reca a casa della sua concubina, che lo aveva lasciato per tornare dai suoi genitori. Dopo averla riaccompagnata a casa, il levita e la sua concubina si fermano nella città di Ghibea, appartenente alla tribù di Beniamino, per la notte.
Durante la loro permanenza, alcuni uomini della città circondano la casa e chiedono di avere rapporti sessuali con il levita. Per proteggere se stesso, il levita offre loro la sua concubina, che viene brutalmente violentata e umiliata per tutta la notte. La mattina seguente, la donna, gravemente ferita, si trascina fino alla porta della casa, dove muore.
Il levita, trovando il corpo della concubina, è sconvolto e decide di inviare le parti del suo corpo in diverse tribù d'Israele come un appello alla giustizia. Questo atto provoca un'indignazione generale tra le tribù israelite, che si uniscono per punire gli abitanti di Ghibea per il crimine commesso. Ne segue una guerra civile, che porta a un conflitto devastante e alla quasi annientamento della tribù di Beniamino.

### L'analisi di Phyllis Trible
In Texts of Terror: Literary-Feminist Readings of Biblical Narratives, Phyllis Trible affronta il racconto dello stupro della concubina del levita. Mette in evidenza il trauma subito dalla concubina, descrivendo la brutalità dell'atto e le conseguenze devastanti per la vittima. Sottolinea come la narrazione non solo mostri la violenza fisica, ma anche l'impatto psicologico che essa ha sulla donna. Nota che la concubina è rappresentata come una figura silenziosa, la cui voce e soggettività sono negate. Analizza il fatto che, dopo l'atto di violenza, la sua esperienza è trascurata e non riceve il giusto riconoscimento all'interno della narrazione, evidenziando come questo silenzio rifletta una dinamica patriarcale.

## Incesto
- Le azioni di Cam in Genesi 9,20-25[16] sono discusse a causa della vaghezza del testo, ma alcuni lo interpretano come il fatto che Cam faccia qualcosa di sessuale con suo padre Noè, svenne ubriaco nella sua tenda.

- Quando Lot e le sue due figlie vanno ad abitare in una caverna montana dopo la distruzione di Sodoma e Gomorra (città), le ragazze pensano che il resto dell'umanità sia stato sterminato. Esse cospirano per far ubriacare Lot in modo da venire fecondate da quest'ultimo. Il piano ha successo; la prima figlia dà alla luce Moab e la minore Ben-Ammi, entrambi patriarchi di popoli che prendono da loro nome.

### L'interpretazione di Robert Atler
Robert Alter, uno dei più importanti studiosi di critica letteraria biblica, analizza questo episodio nel suo lavoro fondamentale "The Five Books of Moses" (2004), una traduzione e commentario letterario dei primi cinque libri della Bibbia ebraica.
Alter sottolinea l'ironia del destino di Lot. Dopo essere fuggito dalla corruzione di Sodoma, egli diventa involontariamente vittima di un atto incestuoso da parte delle sue figlie. In precedenza, Lot aveva cercato di proteggere i suoi ospiti angelici offrendo le sue figlie vergini alla folla di Sodoma (Genesi 19:8), un atto che si ricollega ironicamente alla sua successiva situazione.
Alter evidenzia come il racconto dell'incesto serva anche a spiegare le origini dei Moabiti e degli Ammoniti, due popoli nemici storici di Israele. I nomi dei figli nati dall'incesto, Moab ("dalla parte del padre") e Ben-Ammi ("figlio del mio popolo"), riflettono in modo ironico la vergogna dell'atto e le tensioni etniche tra Israele e questi popoli. Alter interpreta questa narrazione come una forma di polemica etnica che mira a screditare l'origine morale dei Moabiti e degli Ammoniti.
Alter inserisce il racconto nel tema più ampio del declino morale di Lot. Dopo aver scelto di vivere a Sodoma, una città nota per la sua corruzione, la sua storia termina in modo degradante. Questo riflette una progressiva caduta morale, culminata in un atto di incesto.

## Violazione del dovere di levirato
Secondo il rinomato biblista e studioso ebraico Nahum M. Sarna, il peccato di Onan (Genesi 38,7-9), che è spesso mal interpretato come masturbazione, fu violazione del dovere di levirato. Il dovere di levirato, o matrimonio leviratico, è un'antica pratica giudaica che richiedeva al fratello di un uomo deceduto senza figli di sposare la vedova per garantire una discendenza al defunto. Nel caso di Onan, questo riguardava il matrimonio con Tamar, la vedova di suo fratello Er. Onan fu colpito ed ucciso da Dio perché "disperdeva per terra" mentre aveva il dovere di mettere incinta la moglie:

## Adulterio
- L'Esodo 20,14[20], come sesto comandamento, proibisce l'atto di adulterio.

- Samuele 2 11,3-5[21] descrive Davide con Betsabea ed il loro adulterio.

### La prospettiva femminista di Avivah Zornberg
Avivah Gottlieb Zornberg è una studiosa e scrittrice ebraica di grande rilievo, conosciuta per il suo approccio innovativo e multidisciplinare alla Bibbia e alla tradizione ebraica. Nata nel 1945 a Londra e poi trasferitasi in Israele, Zornberg ha combinato studi di letteratura, filosofia e psicologia per offrire interpretazioni profonde dei testi sacri.
In The Beginning of Desire: Reflections on Genesis, affronta il tema dell’adulterio attraverso un’analisi profonda e complessa dei racconti biblici, in particolare delle storie di Genesi. Zornberg utilizza una combinazione di approcci letterari, psicologici e filosofici per esaminare le dinamiche relazionali e i conflitti morali presenti nel testo.
La studiosa analizza le tensioni tra Giacobbe, Rachele e Lia, evidenziando come le relazioni tra queste figure siano intrise di desiderio, invidia e conflitto. Queste dinamiche possono essere viste come paralleli ai temi dell'adulterio, poiché implicano questioni di fedeltà, possesso e il desiderio di qualcosa che non si ha.
L'esperta pone un forte accento sulla prospettiva delle donne nelle narrazioni bibliche. Analizza come le donne come Rachele e Lia navigano le loro situazioni di rivalità e desiderio, suggerendo che le loro azioni, comprese quelle che possono essere viste come adulterine, sono spesso motivate da un desiderio di riconoscimento e amore.

## Prostituzione
- Il Deuteronomio 23,18-19[22] proibisce la prostituzione sacra.

- 1 Re 14,24[23] racconta che Dio aveva scacciato davanti agli Israeliti i prostituti sacri.

### Tamar
La storia di Tamar si trova nel libro della Genesi (Genesi 38). Tamar è la nuora di Giuda, uno dei figli di Giacobbe. Dopo la morte di suo marito, Er, Tamar è costretta a sposare il fratello di Er, Onan, per garantire una discendenza. Tuttavia, Onan rifiuta di adempiere al suo dovere, e Dio lo punisce con la morte.
Giuda, preoccupato per la sorte dei suoi figli, decide di rimandare Tamar a casa di suo padre, promettendo di farla sposare con il suo terzo figlio, Sela, quando sarà grande. Ma Giuda non mantiene la promessa.
Quando Tamar si rende conto che Giuda non ha intenzione di darle un marito, si traveste da prostituta e si sistema lungo la strada dove sa che passerà Giuda. Giuda la incontra e non la riconosce, ed ha un rapporto con lei. Per pagare, le consegna un capretto e le lascia in pegno il suo sigillo e il suo bastone.
Dopo qualche tempo, Giuda scopre che Tamar è incinta e ordina che venga bruciata per la sua presunta immoralità. Tuttavia, quando Tamar mostra il sigillo e il bastone di Giuda, lui riconosce che è lui il padre del bambino e dichiara che Tamar è più giusta di lui, poiché ha cercato di garantire la propria discendenza.

### Rahab
La storia di Rahab è narrata nel libro di Giosuè (Giosuè 2 e 6). Rahab è una prostituta che vive a Gerico, una città fortificata nella terra di Canaan. Quando gli Israeliti, guidati da Giosuè, si preparano a conquistare la città, Giosuè invia due spie a esplorare il territorio. Le spie si rifugiano nella casa di Rahab.
Quando il re di Gerico viene a sapere della presenza delle spie, manda a cercarle. Rahab, riconoscendo l'importanza degli Israeliti e la potenza del loro Dio, decide di nascondere le spie e mentire agli uomini del re, dicendo loro che le spie erano già partite. In cambio della sua protezione, Rahab chiede che lei e la sua famiglia siano salvati quando gli Israeliti conquisteranno la città. Le spie accettano, dicendo che la salvezza della sua famiglia dipenderà da un segno: deve appendere un cordone rosso alla finestra della sua casa.
Quando gli Israeliti conquistano Gerico, Rahab e la sua famiglia sono risparmiati grazie al segno del cordone rosso.

### Il commento della teologa Tikva Frymer-Kensky
Tikva Frymer-Kensky è stata una studiosa e scrittrice ebraica di grande rilievo nel campo degli studi biblici e della critica femminista. In Reading the Women of the Bible: A New Interpretation of Their Stories, la professoressa affronta la storia di Tamar. Sottolinea come Tamar utilizzi la sua intelligenza e le sue risorse in un contesto patriarcale che la priva di diritti.  Tamar è vista come una figura che lotta per la giustizia personale in un sistema che non la protegge. Frymer-Kensky mette in evidenza la complessità delle sue azioni, mostrando come il suo comportamento possa essere interpretato sia come un atto di disobbedienza che come un tentativo di rivendicazione.
La studiosa ha affrontato anche l'episodio relativo a Rahab, che pur essendo etichettata come prostituta, agisce, secondo lei, con una straordinaria astuzia e coraggio. Il ruolo di Rahab viene analizzato non solo come un semplice personaggio marginale, ma come quello di un'eroina che svolge un ruolo cruciale nella narrativa della conquista israelitica. La sua fede e le sue azioni vengono premiate, elevandola a una figura di significato all'interno della genealogia di Gesù nel Nuovo Testamento.

## Omosessualità
- La lettera ai Romani 1,26-27[25] parla largamente di sessualità. Il verbo "cambiare" in greco è espresso in un tempo verbale che indica cambiamento immediato, dunque dei singoli individui: per questo molti teologi sostengono che in questo passo ci si riferisca ad un cambiamento volto alla partecipazione ad orge sacre.

- Il Levitico 18,22[26] proibisce l'omosessualità maschile e la sua pratica (molti teologi sostengono si riferisse a norme sanitarie e prostituzione sacra).

- Il Levitico 18,29[27] indica la punizione per la violazione delle proibizioni quali ad esempio l'omosessualità maschile (molto teologi sostengono fosse vietata per questioni sanitarie e come proatituzione sacra): la morte.

- La Lettera ai Romani 1,24-32[28] condanna coloro che si sono abbandonati all'impurità del loro cuore, disonorando i propri corpi.